# Rapinatore bambino
Rapinatore bambino (Baby Buggy Bunny) è un film del 1954 diretto da Chuck Jones. È un cortometraggio d'animazione della serie Merrie Melodies, uscito negli Stati Uniti il 18 dicembre 1954. Dal 1999 viene distribuito col titolo Il rapinatore bambino.

## Trama
Faccia d'angelo Finster (alias Harry il corto), un rapinatore trentacinquenne affetto da nanismo, rapina una banca vestito con un cappotto e dei trampoli, quindi elude la polizia vestendosi da neonato ed entrando in una carrozzina. La refurtiva però finisce accidentalmente nella tana di Bugs Bunny, e Finster decide di farsi adottare per riaverla. Bugs si prende cura di Finster sebbene sia sempre più disorientato dai suoi comportamenti violenti e dai suoi tentativi di scappare con i soldi. Nel momento in cui scopre che Finster si rade, è tatuato e fuma il sigaro, Bugs vede in televisione un breve servizio sulla rapina in banca con una foto di Finster che ne è il principale sospettato; tutto questo fa finalmente capire a Bugs cosa sta realmente succedendo, così il coniglio si mette a maltrattare Finster per poi consegnarlo alla polizia. Finster viene rinchiuso in una gabbia a misura di bambino nella prigione di Stato e, mentre urla di essere innocente, Bugs appare alla finestra dicendogli che 99 anni passano in fretta.

## Distribuzione

### Edizione italiana
Il corto arrivò in Italia direttamente in televisione, venendo trasmesso su Rete 1 il 18 dicembre 1978. Il doppiaggio fu eseguito dalla Mops Film e diretto da Willy Moser; in questa edizione fu aggiunta una battuta di Finster assente in originale, e i suoi soprannomi vengono mantenuti in inglese (Baby-Face Finster e Ant Hill Harry). Nel 2003 il corto fu ridoppiato per la televisione dalla Time Out Cin.ca, sotto la direzione di Massimo Giuliani su dialoghi di Susanna e Leonardo Piferi.

### Edizioni home video

#### Laserdisc
- Guffaw and Order: Looney Tunes Fight Crime (18 maggio 1994)

#### DVD e Blu-ray Disc
Il corto fu pubblicato in DVD-Video in America del Nord nel primo disco della raccolta Looney Tunes Golden Collection: Volume 2 (intitolato Bugs Bunny Masterpieces) distribuita il 2 novembre 2004, dove è visibile anche con la colonna internazionale; il DVD fu pubblicato in Italia il 16 marzo 2005 nella collana Looney Tunes Collection, col titolo Bugs Bunny: Volume 2. Fu poi incluso nel primo disco della raccolta DVD Looney Tunes Spotlight Collection Volume 6, uscita in America del Nord il 21 ottobre 2008. Infine fu incluso, nuovamente con la colonna internazionale, nel primo disco della raccolta Blu-ray Disc Bugs Bunny 80th Anniversary Collection, uscita in America del Nord il 1º dicembre 2020.

## Influenza culturale
All'uscita del film del 2006 Quel nano infame furono notate delle similitudini tra quest'ultimo e Rapinatore bambino, poiché anch'esso riprende l'idea di un rapinatore nano che si finge un bambino per recuperare una refurtiva. Sebbene una trama simile fosse alla base anche di film precedenti a Rapinatore bambino, lo storico dell'animazione Jerry Beck riportò tre gag di Quel nano infame che erano riprese direttamente dal cartone animato. Il film fu considerato un rip-off del cartone animato anche dai giudici dei Razzie Awards, che gli assegnarono il Razzie Award al peggior remake o rip-off.